# Altijd Sterker Worden Hendrik-Ido-Ambacht
L'Altijd Sterker Worden Hendrik-Ido-Ambacht, sigla ASWH, è una società calcistica olandese con sede a Hendrik-Ido-Ambacht. ASWH è una delle poche società sportive nei Paesi Bassi che utilizza attrezzi del marchio italiano Kappa.

## Storia

### 1929–1939
Il club fu fondato il 1º agosto 1929, come ASW, da cinque giovani di Hendrik-Ido-Ambacht: Bas van Wingerden, Johannes van Wingerden, Jan van Nieuwenhuyzen, Siem van der Wulp e Harmen Haksteeg. Il più vecchio dei cinque, Bas van Wingerden, divenne il primo presidente del club. Gli successe Harmen Haksteeg nel 1936. Haksteeg rimase presidente del club fino al 1971.
L'origine del nome del club non è chiara. Alcuni sostengono che stava per Altijd Sporten Wij, altri affermano che significava Altijd Sterker Worden.
Il club inizialmente giocò solo partite in trasferta, per la mancanza di un terreno adatto, finché nel 1936 un contadino cedette un pascolo alla squadra. La prima partita casalinga fu giocata il 25 maggio 1936 contro l'ULO Groenendijk. Il club chiese anche l'ammissione alla sezione di Rotterdam della Associazione calcistica cristiana olandese.

### 1939–1969
Il club riprese l'attività sportiva nel 1945 a Oostendam. Il primo titolo, nella massima divisione del distretto di Dordrecht della Royal Netherlands Football Association, fu vinto nel 1949, vincendo tutte le partite. Questa vittoria pose un problema: infatti il campo non soddisfaceva i criteri per l'ammissione ai campionati della Football Association. Un nuovo terreno fu trovato a Hendrik-Ido-Ambacht, e il club venne così promosso. Per evitare confusione con un altro club chiamato ASW, fu aggiunta una H (per Hendrik-Ido-Ambacht) al nome del club.
Negli anni '50 e '60 il club partecipò alla Derde Klasse e alla Vierde Klasse, senza particolare successo.

### 1970–Presente
Negli anni successivi ci fu un lento ma costante miglioramento dell'ASWH, che nel 1996 venne promosso in Hoofdklasse, il più alto livello del calcio dilettantistico olandese. Il club venne retrocesso due anni dopo, ma, con la vittoria della Eerste Klasse, ritornò subito in Hoofdklasse l'anno successivo. Il club fu inserito nella Hoofdklasse di Sabato Girone B e si classificò al terzo posto. La stagione successiva arrivò la vittoria del titolo di divisione. Un altro titolo arrivò nella stagione 2004-05 accompagnato anche dal titolo di sabato e dal titolo nazionale.

## Palmarès

### Competizioni nazionali
- Hoofdklasse Titolo di divisione:

1998-99, 2004-05
- Hoofdklasse Titolo di Sabato:

2004-05
- Hoofdklasse Titolo nazionale:

2004-05

### Altri piazzamenti
- Derde Divisie:

Promozione: 2018-2019

## Rosa
| N. |                        | Ruolo | Calciatore               |
| -- | ---------------------- | ----- | ------------------------ |
| 1  | Paesi Bassi (bandiera) | P     | Jeffrey Verkerk          |
| 2  | Paesi Bassi (bandiera) | D     | Tristan Armand           |
| 3  | Kosovo (bandiera)      | D     | Edon Fetahi              |
| 4  | Angola (bandiera)      | D     | Luis Pedro               |
| 5  | Capo Verde (bandiera)  | D     | Stefan Watson            |
| 6  | Paesi Bassi (bandiera) | C     | Sam van Veen             |
| 7  | Paesi Bassi (bandiera) | C     | Joey van Gennip          |
| 8  | Curaçao (bandiera)     | C     | Joshua Adney             |
| 9  | Paesi Bassi (bandiera) | A     | Bradley Tuinfort         |
| 10 | Paesi Bassi (bandiera) | C     | Jessy Hommersom          |
| 11 | Suriname (bandiera)    | A     | Genridge Prijor          |
| 12 | Spagna (bandiera)      | P     | Alejandro Platero Bustos |

| N. |                        | Ruolo | Calciatore            |
| -- | ---------------------- | ----- | --------------------- |
| 14 | Paesi Bassi (bandiera) | D     | Job van der Werff     |
| 15 | Paesi Bassi (bandiera) | D     | Bryan Dekker          |
| 16 | Paesi Bassi (bandiera) | P     | Dirk Boonstoppel      |
| 17 | Capo Verde (bandiera)  | A     | Ruben Monteiro Soares |
| 18 | Capo Verde (bandiera)  | C     | Angelo Nascimento     |
| 19 | Croazia (bandiera)     | C     | Filip Pausic          |
| 20 | Paesi Bassi (bandiera) | A     | Jesse van Es          |
| 23 | Paesi Bassi (bandiera) | D     | Jullien Moerman       |
| 24 | Curaçao (bandiera)     | A     | Quincy Tavares        |
| 25 | Polonia (bandiera)     | D     | Dennis Nederveen      |
| 37 | Paesi Bassi (bandiera) | A     | Luuk Admiraal         |